# Аура (Финляндия)
А́ура (фин. Aura) — муниципалитет в провинции Исконная Финляндия в губернии Западная Финляндия.

## История
В 1917 году поселению утвержден городской статус.

## Экономика
Существующее в городе предприятие по производству сладостей Leaf, после объединения в декабре 2011 года со шведской компанией Cloetta, намерено в 2012 году закрыть действующий в городе завод, изготавливающий пастилки Sisu, а также сладости Aakkoset и Lauantaipussi. На предприятии было задействовано 140 человек.

## Население
| Год       | 1990  | 1994    | 1998    | 2002    | 2003    | 2006    | 2007    | 2008    | 2009 |
| --------- | ----- | ------- | ------- | ------- | ------- | ------- | ------- | ------- | ---- |
| Население | 2 906 | ▲ 3 232 | ▲ 3 293 | ▲ 3 378 | ▲ 3 457 | ▲ 3 719 | ▲ 3 823 | ▲ 3 836 |      |

| Год       | 2010    | 2011    | 2012    |
| --------- | ------- | ------- | ------- |
| Население | ▲ 3 914 | ▼ 3 913 | ▲ 3 981 |